# Ketanen (Trangkil)
Ketanen is een bestuurslaag in het regentschap Pati van de provincie Midden-Java, Indonesië. Ketanen telt 1974 inwoners (volkstelling 2010).